# NGC 7331
NGC 7331 é uma galáxia espiral localizada a cerca de quarenta e seis milhões de anos-luz (aproximadamente 14,10 megaparsecs) de distância na direção da constelação de Pégaso. Possui aproximadamente trinta mil anos-luz de diâmetro, uma magnitude aparente de 13,4, uma declinação de +34º 25' 01" e uma ascensão reta de 22 horas,  37 minutos e 04,5 segundos.
A galáxia NGC 7331 foi descoberta em 1784 por William Herschel. Esta é uma das mais brilhantes galáxias não incluídas no catálogo de Messier e a maior e mais brilhante do Grupo de galáxias NGC 7331.